# آيث إيراثن
آيث إيراثن هو عرش أمازيغي من عروش زواوة يقع في منطقة القبائل ضمن ولاية تيزي وزو في الجزائر.

## تاريخ
في 1874  م  أُنشأت أول مدرسة في آيت إيراثن بعد ثلاث سنوات من احتلال المستعمر الفرنسي لمنطقة القبائل  سنة 1871م.

## قبائل العرش
- إرجن (Irǧen)
- آيث أوسامر (At Usammar)
- آيث أكرمة (At Akerma)
- أيت أومالو (At Umalu)
- أيت قواشة (At Aggwaca)

## القرى
- إسحنونن.
- تاوريرت أمقران.
- آزرو.
- أبوذيذ.
- عزوزة.

## البلديات
- إرجن
- الأربعاء نايث إيراثن
- تيزي راشد
- أيت أومالو
- أيت قواشة

## الشخصيات
- الأدب والشعر: شعبان واحيون، محند السعيد ليشاني، نور الدين مزيان، رشيد أرحاب، سالم شاكر، سي أعمر أوسعيد بوليفة، سي محند أومحند.
- السياسة: فرنان حنفي، عبان رمضان، بلقاسم راجف، شمسي، محمدي السعيد.
- الدين: سيدي أعمر الشريف، سيدي الصديق بن أعراب، سحنون الإيراثني، سيدي يعقوب.
- العلوم: بلقاسم إيراثني، عبد الحميد إيراثني، رابح إيراثني.
- الرياضة: إبراهيم حمداني، صالح عصاد.

## الزوايا
- زاوية سيدي الصديق بن أعراب

## مكتبة الصور

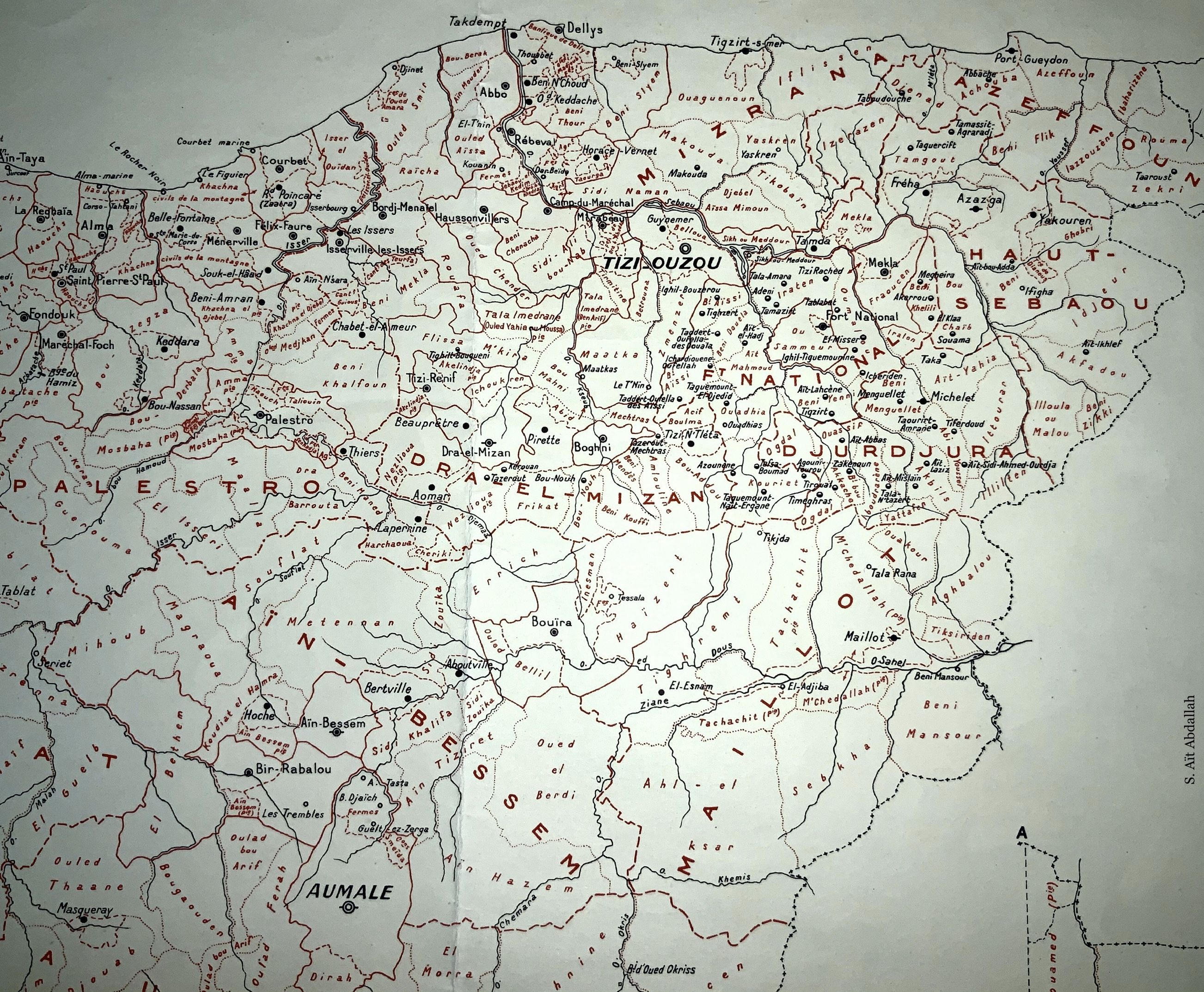
منطقة القبائل
خريطة قبيلة زواوة في منطقة القبائل
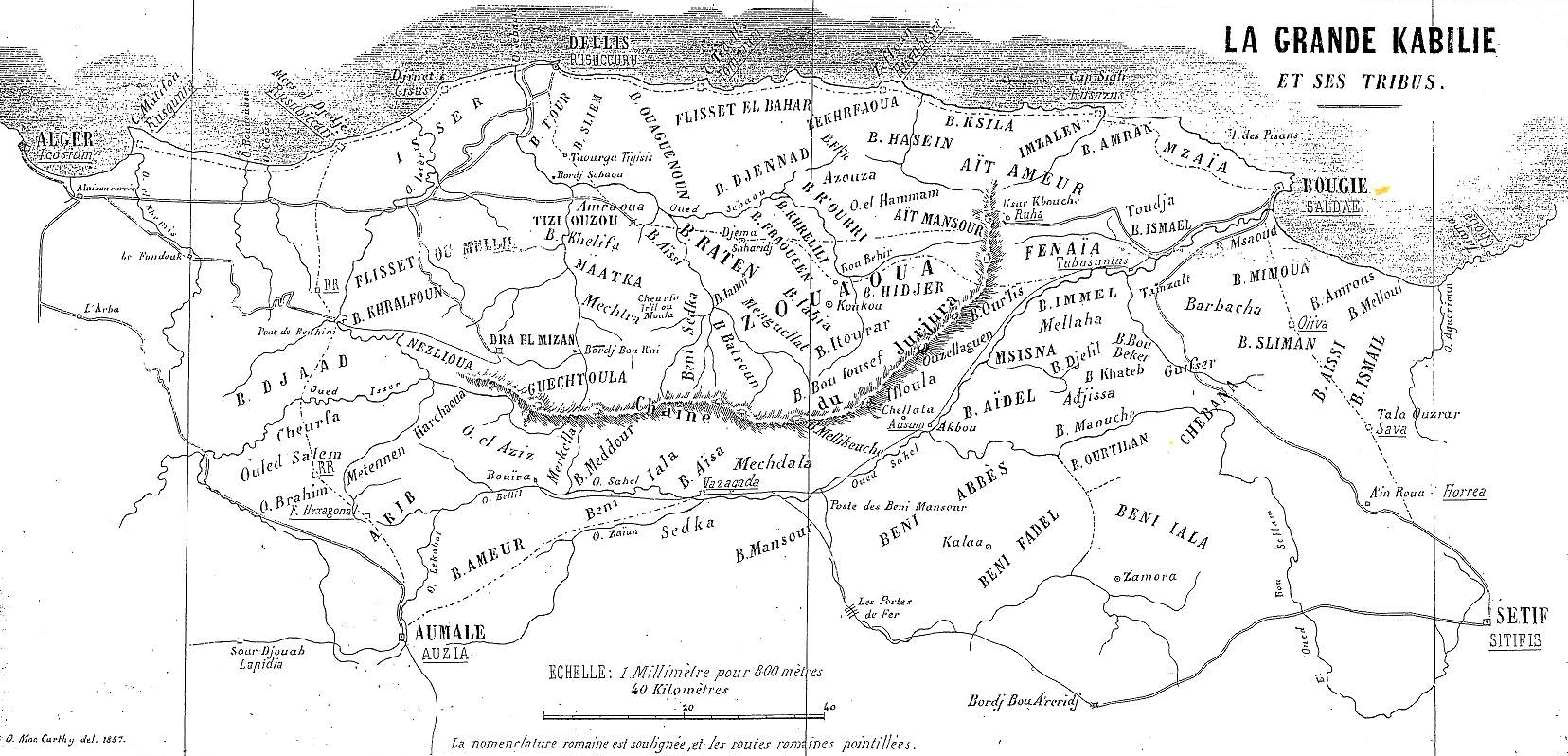
خريطة منطقة القبائل
خريطة قديمة لموقع بلاد زواوة

## وصلات خارجية
مقال :رحلة في كتاب قبيلة زواوة ما بين القرنين12م- 15م للدكتور مفتاح خلفات في جريدة الشروق الجزائرية للكاتب الصحفي أرزقي فراد
مقال حول:العلاقات الثقافية بين بلاد زواوة والحواضر العلمية 